# 後藤雄介
後藤 雄介（ごとう ゆうすけ、1964年 - ）は日本の歴史学者。ラテンアメリカ思想文化史専攻。早稲田大学教授。

## 人物
埼玉県出身。1989年東京外国語大学外国語学部スペイン語学科卒業、1990年からペルー・カトリック大学留学、1997年一橋大学大学院社会学研究科地域社会研究専攻博士課程単位取得満期退学。一橋大学では辻内鏡人に師事。
日本学術振興会特別研究員を経て、1997年青山学院大学文学部専任講師、2000年早稲田大学教育学部専任講師、2002年同助教授、2004年早稲田大学教育・総合科学学術院助教授、2007年同准教授、2009年同教授。この間国立民族学博物館共同研究員、京都大学地域研究統合情報センター共同研究員等も務める。
ペルーのインディヘニスモ研究などラテンアメリカの思想文化史の研究を行い、論考を論文等で発表。歴史学研究会委員や日本アメリカ史学会運営委員等も務める。

## 著作

### 著書
- 『語学の西北』現代書館, 2009.3

### 訳書
- シロ・ビアンチ・ロス著『キューバのヘミングウェイ』海風書房, 1999.5

### 論文
- 国立情報学研究所収録論文 国立情報学研究所